# Kyselina 2-fluorbenzoová
Kyselina 2-fluorbenzoová, také nazývaná kyselina o-fluorbenzoová (systematický název kyselina 2-fluorbenzen-1-karboxylová), je organická sloučenina patřící mezi aromatické halogenkyseliny, jedná se o fluorovaný derivát kyseliny benzoové.
V mikrobiologii se podrobně zkoumá metabolismus této kyseliny. Její konjugovaná zásada je součástí metabolismu 2-fluorbifenylu u bakterie Pseudomonas pseudoalcaligenes.